# رايتشل مكأدامز
رايتشل مكآدامز (بالإنجليزية: Rachel McAdams)‏ ممثلة كندية من مواليد 17 نوفمبر 1978. اشتهرت بأدوارها في العديد من الأفلام مثل دفتر الملاحظات وشارلوك هولمز، رايتشل تخرجت من جامعة يورك في (كندا) واشتغلت في مطعم ماكدونالدز قبل شهرتها. ترشحت لجائزة الأوسكار سنة 2015 عن دورها في «بقعة ضوء».

## النشأة
ولدت في لندن، بلدة تقع في مقاطعة أونتاريو، كندا، ونشأت في سانت توماس. والدها لانس كان يعمل سائق شاحنة، وأمها ساندرا تعمل ممرضة، لديها أخ أصغر دانيال وأخت صغرى كايلين. خاضت منافسات في التزلج وهي بسن الرابعة، أوصلتها للفوز بجائزة إقليمية في سن العاشرة ربيعاً. مع ذلك كانت رايتشل تحب المسرحيات والتمثيل، وعملت في سن الإثني عشر في مسرح الصيف في مخيم سانت توماس، تخرجت من جامعة يورك في تورونتو مع مرتبة الشرف.

## الحياة المهنية
في كندا وبعد التخرج من الجامعة قدمت رايشل تجارب أداء متعددة لعدد من الأدوار، واستطاعت الحصول على دور في مسلسل The Famous Jett Jackson، ظهرت في أول عمل سينمائي في مسيرتها مع المخرج الإيطالي باولو فاريزي في عام 2001، في فيلم كوميدي عن شاب يطارد سائحة أمريكية، صورت الفيلم في صقلية عندما كان عمرها 22 سنة.
انتقال رايتشل إلى هوليوود كان سريعا ففي سنة 2002 لعبت دور البطولة في فيلم «الفتاة الساخنة» بجانب روب شنايدر وآنا فاريس، الفيلم الذي وصفته ماكآدامز بأنه «معلم كبير» في حياتها المهنية.
انطلاقتها الفنية تحققت عام 2004 عندما أدت دور رجينيا فتاة الثانوية المدللة في فتيات لئيمات، حقق الفيلم إيردات مرتفعة ونقد ممتاز في وقت عرضه. لاحقا وفي نفس السنة شاركت بجانب رايان غوسلينغ في دفتر الملاحظات المستوحى من رواية للكاتب نيكولاس سباركس. في عام 2005 لعبت دوراً في فيلم متطفلي العرس بجانب أوين ويلسون وفينس فون حيث تلعب ابنة سياسي مؤثر، واقعة في ثلاثية الحب. بميزانية منخفظة الفيلم حقق أرباح عالية ونجاح جماهيري كبير. استغلت رايشل نجاحها وظهرت في فيلمين آخرين سنة 2005، فيلم الإثارة «عين حمراء» بجانب كيليان مورفي وبراين كوكس والفيلم الرومنسي حجر العائلة مع كلير دينس وديان كيتون.
تباطأت حياة ماك آدامز المهنية في عام 2006، ورفضت العديد من الأدوار منها الشيطان يرتدي برادا وكازينو رويال حيث قررت أخذ إجازة مدتها سنة من التمثيل لتقضي وقتاً مع عائلتها وأصدقائها. في 2013 صرحت قائلة «بكل صدق، لم أكن أريد حقا أن أصبح نجمة سينمائية كبيرة، ولم أكن أرغب أبدا في العمل خارج كندا، أو خارج المسرح». رفضت رايتشل في 2006 أخذ صورة لغلاف مجلة فانيتي فير حيث كانت ستظهر فيها عارية جنبا إلى جنب مع الممثلتين الشابتين وقتها سكارليت جوهانسون وكيرا نايتلي، فعندما وصلت إلى موقع التصوير وعرفت بوجود مشهد عري رفضت بأدب وانسحبت من الموقع.
عادت إلى مهنتها السينمائية في عام 2008 ومثلت في فيلمين، فيلم النوار Married Life والفيلم الدرامي «المحظوظين» بجانب تيم روبنز ومايكل بينا. بعد ذلك ظهرت بجانب بن أفليك
و راسل كرو في فيلم "State of Play" سنة 2009، ولم تتوقف أعمالها تلك السنة وإنما أدت دور البطولة في «زوجة المسافر عبر الزمن» وقدمت دور جانبي في فيلم الحركة شرلوك هولمز.
عادت رايشل في 2010 للعمل بجانب ديان كيتون في الفيلم الكوميدي مجد الصباح وشاركت هاريسون فورد البطولة، بداية رايشتل رفضت الدور معللة أنها لا تصلح للعمل الكوميدي إلا أن المخرج روجر ميشل أقنعها وعرض عليها الدور مرارا حتى وافقت. بعد دخولها مجال الكوميديا قدم لها وودي آلن دور البطولة في فيلمه منتصف الليل في باريس، عُرِضَ الفيلم في مهرجان كان السينمائي سنة 2011. لاقى الفيلم نجاح كبير في شباك التذاكر وأصبح أكثر فيلم مستقل ربحا في 2011. حصلت رايتشل بجانب زملائها في الفيلم على جائزة نقابة ممثلي الشاشة لفئة أفضل أداء متميز من قبل طاقم في فيلم ، في حين وودي الن فاز بجائزة الاوسكار لأفضل كتابة، الفيلم نفسه ترشح لثلاث جوائز اوسكار أخرى.
رغبة في التنويع واهتمامها بقصة الفيلم، رايتشل مثلت في الفيلم الرومنسي العهد المبني على قصة حقيقية عن فتاة تفقد جزء من ذاكرتها عندما تتعرض لحادث سيارة فتنسى زوجها وتنحصر ذاكرتها في مرحلة حياتها مع أهلها. عملت في 2013 مع المخرج تيرينس ماليك في فيلمه الشاعري "To the Wonder" ثم انضمت لفيلم الإثارة "Passion" تحت إدارة المخرج براين دي بالما، وانهت أعمالها في 2013 بدور البطولة في الفيلم الرومنسي عن الوقت.
ظهرت في عمل وحيد سنة 2014 في أخطر الرجال المطلوبين بجانب الراحل فيليب سيمور هوفمان والمقتبس عن رواية جون لو كاريه.
حققت رايشتل النجاح الفني والجماهيري بظهورها في «بقعة ضوء» في 2015، ووشاركت دور البطولة مع بيندكت كامبرباتش في عام 2016، في فيلم مارفل دكتور سترينج.

## الجوائز
فازت وترشحت للعشرات من الجوائز أهمها جائزة الأوسكار لأفضل ممثلة مساعدة، جائزة نقابة ممثلي الشاشة، وجوائز غوثام وغيرها.

## الحياة الشخصية
تعيش رايتشل في تورنتنو، كندا ، وتملك بطاقة إقامة خضراء أمريكية. لكنها صرحت «العالم أصبح صغيرا هذه الأيام، وأغلب الأفلام لا تُصَوَّر في هوليوود، لهذا ليس هناك داعي للعيش هناك».
واعدت رايتشل زميلها الكندي رايان غوسلينغ من منتصف 2005 وحتى 2007 ، وأعادا لم الشمل لفترة وجيزة في 2008. ثم واعدت الأمريكي جوش لوكاس في 2009 ، والممثل الويلزي مايكل شين من 2010 وحتى 2013. في عام 2016 بدأت مواعدة الكاتب والمخرج الأمريكي جيمي ليندن.

## مواقع خارجية
- رايتشل مكأدامز على موقع IMDb (الإنجليزية)
- رايتشل مكأدامز على موقع ميتاكريتيك (الإنجليزية)
- رايتشل مكأدامز على موقع الموسوعة البريطانية (الإنجليزية)
- رايتشل مكأدامز على موقع روتن توميتوز (الإنجليزية)
- رايتشل مكأدامز على موقع مونزينجر (الألمانية)
- رايتشل مكأدامز على موقع قاعدة بيانات الأفلام العربية
- رايتشل مكأدامز على موقع ألو سيني (الفرنسية)
- رايتشل مكأدامز على موقع ميوزك برينز (الإنجليزية)
- رايتشل مكأدامز على موقع تيرنر كلاسيك موفيز (الإنجليزية)
- رايتشل مكأدامز على موقع أول موفي (الإنجليزية)

لم يتم العثور على روابط لمواقع التواصل الاجتماعي.